# Culicicapa
Culicicapa é um gênero de pássaro da família Stenostiridae.

## Espécies
- Culicicapa ceylonensis (Swainson, 1820)
- Culicicapa helianthea (Wallace, 1865)